# 義野裕明
義野 裕明（よしの ひろあき）は、日本の作曲家、編曲家、音楽監督、演出家、音楽プロデューサー・映像プロデューサー。東京都出身。

## 人物
最初は平尾昌晃のもとでドラマ音楽に参加し、並行して『カナダからの手紙』などのレコーディング（ギタリスト）やバックバンドに参加。その後作曲家としてテレビ『HOTEL』、『新幹線物語'93夏』、『Gメン'75※第307話以降』、『Gメン'82』、アニメ『BADBOYS』などの劇音楽、指揮者としてミュージカル『アニー』に参加、またTVの音楽番組、演出家としてラジオ・CDドラマ『天上の虹』（原作・里中満智子）、映画・アニメのプロデュース、効果音CDの製作など幅広く行っている。
近年はテレビ朝日系列で断続的に放送されているドラマ『相棒』（Season1〜5）の音楽監督を務めたほか、『演歌の花道』の音楽監督、2008年公開の映画、大槻ケンヂ原作『グミ・チョコレート・パイン』の音響監督を行っている。現在は『にっぽん原風景紀行』のテーマを担当している。
テレビ東京で放送された「金曜7時のコンサート〜名曲!にっぽんの歌〜」ではオーケストラ・サウンド、ギャラクシーのバンドマスターとして指揮、編曲を担当した。

## 担当番組
音楽番組
- アイドル共和国（1989年 - 1991年、テレビ朝日）　- テーマ曲、編曲、アレンジを担当
- 木曜8時のコンサート〜名曲!にっぽんの歌〜（テレビ東京） - 指揮、編曲を担当
- 金曜7時のコンサート〜名曲!にっぽんの歌〜（テレビ東京） - 指揮、編曲を担当
- 日本歌手協会・歌謡祭 歌謡フェスティバル（中野サンプラザ、放送：BSジャパン、2013年 - ） - 指揮、編曲を担当

単発ドラマ・スペシャル番組
- Gメン'93　春 第一級殺人の女 (1993年、TBS) - 音楽
- 新宿ラブストーリー事件簿2 (1996年、テレビ朝日『土曜ワイド劇場』) - 音楽
- ミステリー作家・桜田桃子の冒険シリーズ(2000年・2002年・2003年、TBS) - 音楽
- 相棒 〜警視庁ふたりだけの特命係〜 Pre Season 1〜3 (2000年 - 2001年、テレビ朝日『土曜ワイド劇場』) - 音楽
- 軽井沢夫人(2002年、TBS) - 音楽
- 上を向いて歩こう〜坂本九物語〜(2005年、テレビ東京) - 音楽監督
- 法律事務所シリーズ(2006年-2009年、テレビ朝日『土曜ワイド劇場』) - 音楽
- 演歌の花道 2012 新春スペシャル(2012年、テレビ東京) - 編曲

連続ドラマ
- Gメン'75
  - 第307話「新・Gメンの罠はヌード金髪死体 PART1※クレジットは第308話 PART2から」- 第355話「サヨナラGメン'75 また逢う日まで」 (1981年4月26日 - 1982年4月3日、TBS) - 音楽(ピエール・ポルトと共同担当.※スペシャル版は菊池俊輔と共同担当)
- Gメン'82 (1982年 - 1983年、TBS) - 音楽(ピエール・ポルトと共同担当)
- HOTEL 第1シリーズ - 第5シリーズ (1990年 - 1998年、TBS) - 音楽(単発スペシャル含む)
- 泣かないでママ (1994年、TBS・中部日本放送) - 音楽
- キッズ・ウォー 〜ざけんなよ〜シリーズ (1999年 - 2003年、中部日本放送) - 音楽(単発スペシャル含む)
- 相棒 Season1〜5 (2002年-2007年、テレビ朝日) - 音楽監督

劇場映画
- 平成金融道 マルヒの女 (2000年) - 音楽プロデューサー
- グミ・チョコレート・パイン (2008年) - 音響監督
- あばしり一家 THE MOVIE (2009年) - 音響監督

オリジナルビデオ
- 悪徳の勲章(1991年)
- ダブル・アクション.45(1993年)

その他
- いい旅・夢気分 (1986年 - 変更時期不明〔番組自体は2013年まで〕、テレビ東京) - テーマ音楽作曲
- にっぽん原風景紀行 (2009年 - 放送中、テレビ東京) - テーマ音楽作曲

### 舞台
- アニー (1990年) - 指揮 (音楽監督：栗田信生、演奏：フーバービル・オーケストラ)